# André Sardain
André Sardain, né en 1943, est un ancien dirigeant du Limoges CSP et dirigeant de l'Association Limoges CSP. Il est également entrepreneur dans la vie économique du Limousin. Il dirige l'entreprise GPDIS, basé à Limoges.

## Biographie
André Sardain est dirigeant au sein du CSP Limoges durant les années 1980 et 1990. Il rejoindra plus tard l'Association Limoges CSP et en deviendra son président. Sous sa présidence, l'équipe 1 de l'Association gravit les échelons de l'excellence régionale à la NM2. Lors de la saison 2011-2012, l'équipe de NM3 monte en NM2.